# William H. Roane

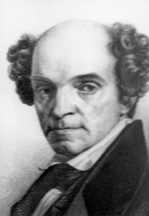
William H. Roane

William Henry Roane (* 17. September 1787 in Virginia; † 11. Mai 1845 in Tree Hill, Virginia) war ein US-amerikanischer Politiker, der den Bundesstaat Virginia in beiden Kammern des Kongresses vertrat. Er war ein Enkel von Gründervater Patrick Henry.
Nachdem er seine Schulausbildung abgeschlossen hatte, schlug William Roane schon in jungen Jahren eine politische Laufbahn ein. Er zog 1812 ins Abgeordnetenhaus von Virginia ein, dem er bis 1815 angehörte. Ab dem 4. März dieses Jahres saß er für den zwölften Kongresswahlbezirk von Virginia im Repräsentantenhaus der Vereinigten Staaten; er vertrat dort die Interessen der Demokratisch-Republikanischen Partei. Nach zweijähriger Amtszeit trat er nicht zur Wiederwahl an und kehrte nach Virginia zurück, wo er Mitglied des Staatsrates (Executive Council) wurde.
Als US-Senator Richard E. Parker am 13. Februar 1837 sein Mandat niederlegte, trat William Roane, mittlerweile Demokrat, zur fälligen Nachwahl an und entschied diese für sich, woraufhin er am 14. März desselben Jahres in den Senat in Washington, D.C. einzog. Dort beendete er Parkers noch bis zum 3. März 1841 laufende Amtszeit und fungierte unter anderem als Vorsitzender des Committee on the District of Columbia. Beim Versuch der Wiederwahl scheiterte er am Whig William S. Archer.
Roane zog sich danach aus der Politik zurück und betätigte sich als Landwirt, bis er im Mai 1845 starb.